# (3768) Monroe
(3768) Monroe (1937 RB) – planetoida z pasa głównego asteroid okrążająca Słońce w ciągu 5,46 lat w średniej odległości 3,1 j.a. Odkrył ją Cyril Jackson 5 września 1937 roku.